# Luverne (Alabama)
Luverne è un comune degli Stati Uniti d'America capoluogo della contea di Crenshaw nello Stato dell'Alabama.
Vi si trova l'aeroporto comunale Frank Sikes Airport.